# Nogometna zona ZO Bjelovar 1981./82.
Nogometna zona ZO Bjelovar, također i pod nazivima Nogometna zona Zajednice općina Bjelovar, Zonska nogometna liga ZO Bjelovar za sezonu 1981./82. je predstavljala ligu petog stupnja nogometnog prvenstva Jugoslavije. 
 
Sudjelovalo je 14 klubova, a prvak je bio klub "BSK-Česma" iz Bjelovara. 

## Ljestvica
| mj. | klub                          | ut. | pob. | ner. | por. | gol+ | gol- | bod     |
| --- | ----------------------------- | --- | ---- | ---- | ---- | ---- | ---- | ------- |
| 1.  | BSK-Česma Bjelovar            | 26  | 19   | 4    | 3    | 79   | 24   | 42      |
| 2.  | Pitomača                      | 26  | 15   | 6    | 5    | 62   | 55   | 35 (–1) |
| 3.  | Lokomotiva Koprivnica         | 26  | 14   | 4    | 8    | 58   | 35   | 32      |
| 4.  | Daruvar                       | 26  | 13   | 7    | 7    | 56   | 47   | 32      |
| 5.  | Proleter Garešnički Brestovac | 26  | 13   | 5    | 8    | 60   | 43   | 31      |
| 6.  | Mladost Ždralovi              | 26  | 10   | 8    | 8    | 35   | 32   | 28      |
| 7.  | Borac Ferdinandovac           | 26  | 12   | 2    | 12   | 48   | 47   | 26      |
| 8.  | TVIN Virovitica               | 26  | 11   | 3    | 12   | 44   | 37   | 25      |
| 9.  | Čelik Križevci                | 26  | 9    | 5    | 12   | 50   | 44   | 23      |
| 10. | Fenor Nova Rača               | 26  | 8    | 7    | 11   | 50   | 51   | 23      |
| 11. | Hajduk Pakrac                 | 26  | 9    | 4    | 13   | 48   | 46   | 22      |
| 12. | Zdenka Veliki Zdenci          | 26  | 6    | 4    | 16   | 38   | 70   | 16      |
| 13. | Borac Drnje                   | 26  | 6    | 4    | 16   | 30   | 63   | 16      |
| 14. | Mladost Koprivnički Bregi     | 26  | 4    | 4    | 18   | 34   | 86   | 12      |

## Rezultatska križaljka
| kratica | klub                          | BORD | BORF | BSKČ | ČEL | FAR | FEN | HAJ | LOK | MLAKB | MLAŽ | PIT | PRO | TVIN | ZDE |
| --- | ----------------------------- | ---- | ---- | ---- | --- | --- | --- | --- | --- | ----- | ---- | --- | --- | ---- | --- |
| BORD | Borac Drnje                   |      |      |      |     |     |     |     |     |       |      |     |     |      |     |
| BORF | Borac Ferdinandovac           |      |      |      |     |     |     |     |     |       |      |     |     |      |     |
| BSKČ | BSK-Česma Bjelovar            |      |      |      |     |     |     |     |     |       |      |     |     |      |     |
| ČEL | Čelik Križevci                |      |      |      |     |     |     |     |     |       |      |     |     |      |     |
| DAR | Daruvar                       |      |      |      |     |     |     |     |     |       |      |     |     |      |     |
| FEN | Fenor Nova Rača               |      |      |      |     |     |     |     |     |       |      |     |     |      |     |
| HAJ | Hajduk Pakrac                 |      |      |      |     |     |     |     |     |       |      |     |     |      |     |
| LOK | Lokomotiva Koprivnica         |      |      |      |     |     |     |     |     |       |      |     |     |      |     |
| MLAKB | Mladost Koprivnički Bregi     |      |      |      |     |     |     |     |     |       |      |     |     |      |     |
| MLAŽ | Mladost Ždralovi              |      |      |      |     |     |     |     |     |       |      |     |     |      |     |
| PIT | Pitomača                      |      |      |      |     |     |     |     |     |       |      |     |     |      |     |
| PRO | Proleter Garešnički Brestovac |      |      |      |     |     |     |     |     |       |      |     |     |      |     |
| TVIN | TVIN Virovitica               |      |      |      |     |     |     |     |     |       |      |     |     |      |     |
| ZDE | Zdenka Veliki Zdenci          |      |      |      |     |     |     |     |     |       |      |     |     |      |     |
| |                               |      |      |      |     |     |     |     |     |       |      |     |     |      |     |
| podebljan rezultat - utakmice od 1. do 13. kola (1. utakmica između klubova) rezultat normalne debljine - utakmice od 14. do 26. kola (2. utakmica između klubova) rezultat nakošen - nije vidljiv redoslijed odigravanja međusobnih utakmica iz dostupnih izvora rezultat smanjen * - iz dostupnih izvora nije uočljiv domaćin susreta prekrižen rezultat - poništena ili brisana utakmica p - utakmica prekinuta 3:0 p.f. / 0:3 p.f. - rezultat 3:0 bez borbe n.i. - nije igrano |                               |      |      |      |     |     |     |     |     |       |      |     |     |      |     |

 Izvori: